# Pirtleville
Pirtleville è una località degli Stati Uniti d'America, situata nella Contea di Cochise, nello Stato dell'Arizona.